# Otto Raber

Otto Raber

Otto Johann Alois Raber (* 30. November 1900 in Lend im Pinzgau; † 9. August 1951 in Göriach, Kärnten) war ein österreichischer Politiker (NSDAP). Er war Mitglied der Sturmabteilung (SA) und von 1938 bis 1945 Mitglied des Deutschen Reichstages.

## Leben
Raber besuchte die Volks- und Bürgerschule. Nach der Arbeit in einer Forstpraxis in Zell am See wurde er am 1. Februar 1918 in das k.u.k. Infanterie-Regiment Nr. 59 eingezogen. Nach Kriegsende arbeitete er als Forstadjunkt in Zell am See und legte 1919 die Staatsprüfung für den Forst- und Jagdschutzdienst in Linz an der Donau ab. Danach arbeitete er in Großarl, Eben im Pongau und in Hofgastein. Ab Mai 1919 war er Mitglied des Deutschvölkischen Turnvereins. Im Mai 1924 war er Mitbegründer der DNSAP-Ortsgruppe in Hofgastein. Bis September 1926 war er Stellvertreter des Ortsgruppenleiters und Führer des Ordnertrupps. Vom 3. Dezember 1926 bis zum 1. Juli 1933 war Raber Leiter des Forstbezirks Alm bei Saalfelden. Dort trat er zum 16. September 1930 auch der NSDAP bei (Mitgliedsnummer 300.878). Nur sieben Tage später folgte sein Eintritt in die SA, wo er nach einem Monat SA-Truppführer wurde. Im Januar 1931 wurde Raber Führer des SA-Sturms 23 der SA-Standarte 59. Am 1. Dezember 1932 wurde er zum SA-Sturmführer befördert. Wegen seiner Betätigung in der NSDAP verlor er am 1. Juli 1933 seinen Beruf als Förster und wurde zugleich zu einer Geldstrafe von 50 Schillingen verurteilt. Am 9. November 1933 wurde er SA-Obersturmführer. Am 30. November 1933 geriet Raber in Untersuchungshaft, weil er zuvor einem inhaftierten SA-Mann zur Flucht verholfen hatte. Aus Mangel an Beweisen wurde er allerdings am 24. Dezember entlassen. Im Juli 1934 wurde er SA-Sturmhauptführer. Wenige Tage später wurde er verhaftet, da ihm ein Sprengstoff-Verbrechen vorgeworfen wurde. Im August 1934 wurde er vom Gericht in Innsbruck an das Gericht in Salzburg verwiesen, wo er am 2. März 1935 zum Tod durch den Strang verurteilt wurde. Im darauffolgenden Mai wurde seine Strafe in 20 Jahre schweren Kerker umgewandelt, die ihm nach zwei Jahren, am 24. Dezember 1937, erlassen wurden.
Raber betätigte sich nach seiner Entlassung wieder nationalsozialistisch. Bei der Reichstagswahl 1938 zog er für Österreich in den Deutschen Reichstag ein, dem er bis zum Ende des Nationalsozialismus 1945 angehörte, und am 11. März 1938 zum Führer der SA-Jägerstandarte 11 (Zell am See) ernannt, einhergehend mit einer Beförderung zum SA-Obersturmbannführer. Nachdem er am 1. Oktober mit der Führung der SA-Gebirgsjägerstandarte GJ 11 beauftragt wurde, erhielt er am 9. November die Beförderung zum SA-Standartenführer. Am 26. September 1939 wurde er in den Kriegsdienst eingezogen, wo er als Gebirgsjäger an den Fronten in Frankreich und in Russland eingesetzt wurde. Am 9. November wurde er noch zum SA-Oberführer ernannt.